# Две девушки в снегу
«Две девушки в снегу» (нидерл. Twee meisjes in de sneeuw) — картина в стиле импрессионизма нидерландского художника Исаака Исраэлса, написана в 1890 — 1894 годах и представляет собой живопись маслом на холсте размером 65×36 см. В настоящее время хранится в Государственном музее в Амстердаме. 

## История
Автор картины, представитель Гаагской живописной школы, был сыном художника Йозефа Исраэлса. В 1871 году вместе с отцом переехал из Амстердама в Гаагу, где получил образование. В первой половине 1880-х годов живописец приобрёл известность некоторыми натуралистическими картинами на военную тематику. Некоторые из них им были выставлены в салоне в Париже.
Несмотря на многообещающее начало, продолжил обучение, и вместе с Георгом Хендрик Брейтнером, в 1886 году поступил в Государственную академию в Амстердаме. Через год он вернулся в Амстердам, где стал писать картины и рисунки в стиле импрессионизма.
Сохранились многочисленные альбомы художника с зарисовками бытовых сцен на улицах и в кафе. Картин Исаака Исраэлса периода 1887 — 1894 довольно мало. Часто, неудовлетворенный своей работой, он сам уничтожал или зарисовывал их. «Две девушки в снегу» одна из немногих работ автора, дошедших до наших дней. Большинство из них изображают «девушек на улице», часто в паре.

## Описание

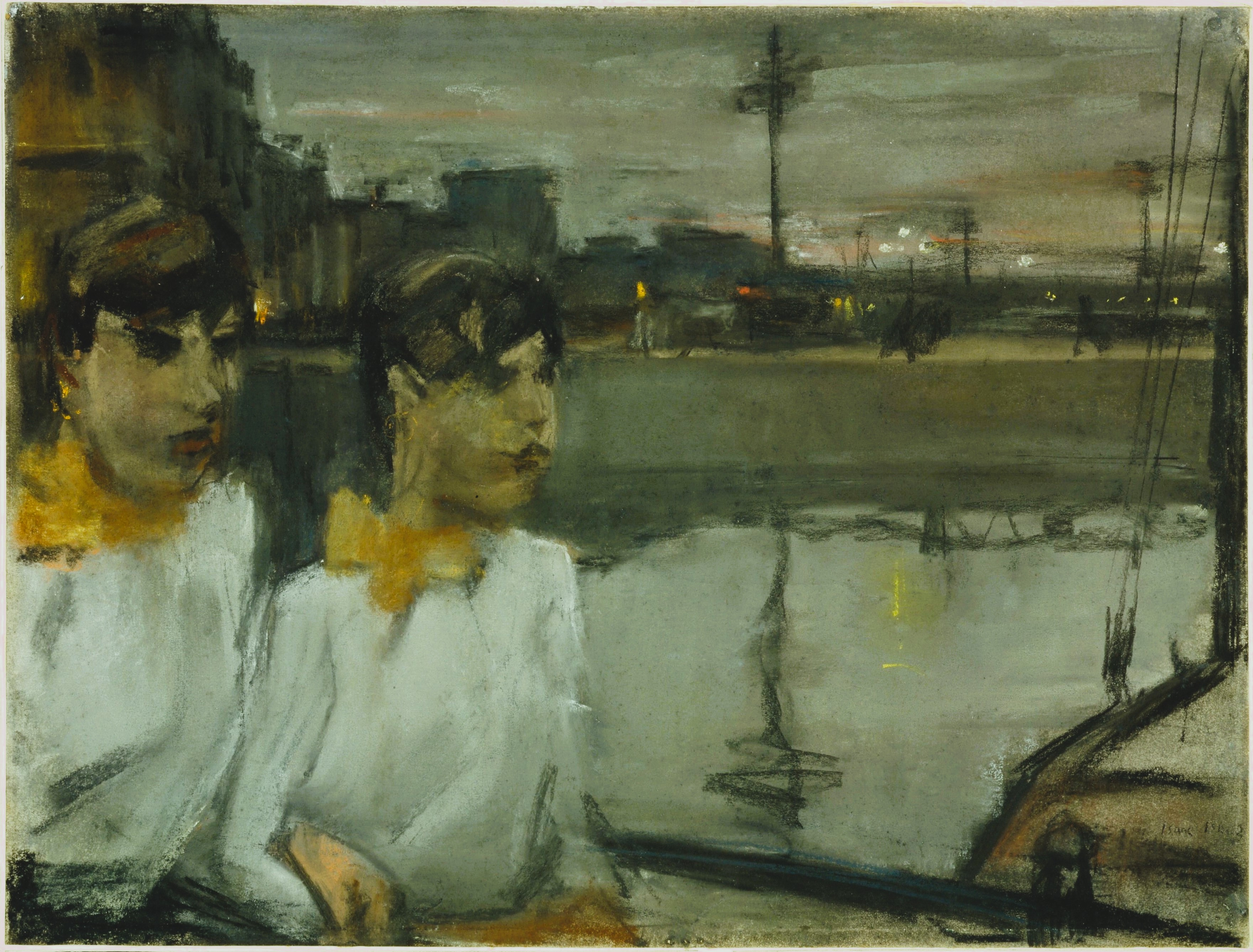
«Девушки на Принс Хендриккаде» Исаака Исраэлса, 1892 — 1894

На картине изображены две фабричные девушки или работницы мастерских, «пойманные» автором во время прогулки на улице. Девушки одеты в шерстяные платки, красочные жакеты и белые фартуки. По-видимому, они вышли на улицу недавно. Их лица и подозрительные взгляды выглядят немного смешно. За спинами девушек виден зимний городской пейзаж.
Картина написана свободными, широкими мазками характерными для импрессионизма. Складывается впечатление, что автор писал её на пленэре. Известно, что до конца 1890 года, Исаак Исраэлс не работал в городе на открытом воздухе. Возможно, эта картина является его первой такой попыткой. Не исключено, что картина написана по авторскому эскизу в студии.

## Провенанс
В 1904 году картина была приобретена у художника и хранилась в Лондоне в частной коллекции пары Дракер-Фрейзера. В 1917 году полотно было арендовано Государственным музеем в Амстердаме. В 1944 году музей смог купить картину.